# The Next World
«El Nuevo Mundo» —título original en inglés: «The Next World»— es el décimo episodio de la sexta temporada de la serie de televisión The Walking Dead. Se estrenó el día 21 de febrero de 2016, la cadena Fox hizo lo mismo el día 22 del mismo mes en España e Hispanoamérica. Fue dirigido por Kari Skogland y en el guion estuvo a cargo Angela Kang & Corey Reed. 
Este episodio marca la primera aparición del personaje Paul "Jesús" Monroe basado en los cómics de la serie del mismo nombre, a diferencia que en la serie televisiva es Paul "Jesús" Rovia y es interpretado por el actor Tom Payne.

## Trama
Dos meses después del "masivo ataque caminante en Alexandria". Rick (Andrew Lincoln), Michonne (Danai Gurira) y Carl (Chandler Riggs), quien se ha recuperado del disparo accidental en su ojo izquierdo causado por Ron Anderson, están sentados juntos en su casa, lo que lleva una vida aparentemente normal.
Cuando Rick y Daryl (Norman Reedus) están a punto de dirigirse a una carrera de suministros, Denise le pide a Daryl que traiga una gaseosa específica, en caso de llegar a través de ella. Ella planea sorprender a Tara con eso, que ha estado hablando de ello en su sueño. Rick y Daryl se van y encuentran un camión lleno de alimentos. Lo ponen en funcionamiento y deciden conducir la furgoneta de nuevo a Alexandría con intenciones de Volver con su coche después. En su camino, se detienen en una gasolinera, donde intentan limpiar una máquina expendedora caída. Ellos son emboscados por un hombre enmascarado de pelo largo, que se presenta como Paul Rovia (Tom Payne) pero el les cuenta que sus amigos lo apodan "Jesús". Dice que se escapen de los caminantes, cuando se les pregunta si tienen un campamento, Daryl le responde que "no", pero Rick comienza más tarde pidiendo a Jesús las tres preguntas que por lo general se les pide a los nuevos reclutas. Jesús, sin embargo, lo interrumpe y comienza a irse. Rick y Daryl oyen ruidos de detrás de la estación de servicio y, creyendo que se trata a los caminantes mencionados por Jesús, deciden comprobarlo. Cuando sólo encuentran algunos petardos encendidos, se dan cuenta de que Jesús les ha engañado y corren de nuevo hacia el frente de la estación de servicio. Llegan a tiempo para ver a Jesús se va fuera en el camión, con la máquina expendedora encadenada a ella. Corren tras él y, finalmente, encuentran la máquina expendedora en el camino. Daryl la rompe y encuentra las latas de refresco solicitados por Denise. Cuando Rick y Daryl toman un descanso y saborean la soda, Rick expresa sus puntos de vista para traer más gente a Alexandría.
Se ponen en marcha de nuevo y pronto encuentran el camión por el camino, con Jesús reparando una llanta. Rick y Daryl lo abruman y lo atan, dejándolo a un lado de la carretera. Rick y Daryl se marchan, pero pronto se oyen ruidos desde el techo mientras se conduce sobre un prado. Rick cierra de golpe los frenos y Jesús viene abajo desde la parte superior de la camioneta. Daryl salta a la vista y lo persiguen, mientras que Rick intenta utilizar la furgoneta para llegar a Jesús para detenerlo. Él parques al lado de un lago cercano y va a ayudar a Daryl, pero es detenido por un grupo de caminantes, Jesús se mete en el asiento del conductor, pero con Daryl justo detrás de él, pero no llegó muy lejos. En la lucha de seguimiento, Jesús y Daryl no se dan cuenta de un caminante que se acerca. En el último segundo, Jesús le dice a Daryl que se agache y le dispara al caminante. Daryl utiliza la situación y llama a Jesús. En la pelea por el camión sin darse cuenta lo ponen el cambio en neutral y comienza a rodar en reversa hacia un lago. Daryl agarra a Jesús y se las arreglan para salir, pero desgraciadamente el camión se pierde hundiéndose en el fondo del lago con la enorme cantidad de suministros que había en el, sin más remedio Rick discute con Daryl sobre qué hacer con Jesus y deciden tomar una camioneta que había en el lugar y llevárselo a Alexandria.
Mientras tanto, Carl y Enid (Katelyn Nacon) salen hacia el bosque. Se sientan juntos, con Carl leyendo una revista y Enid tratando de descifrar un documento que encontró antes, cuando Enid finalmente le dice a Carl no le gusta más ir al bosque. Esto lleva a Carl propósito de atraer la atención de un caminante cerca. Cuando Enid intenta acabar con él, él le agarra el brazo y la detiene, varias veces diciéndole que mejor es ir a casa.

Cuando Michonne está patrullando las paredes recién construidas, ella descubre a alguien entrar en el bosque solo y se percata en ello. En el bosque, se encuentra con Spencer (Austin Nichols), que le dice que le gusta salir a caminar después de sus turnos. El está llevando una pala y le solicita a Michonne que lo siga. Mientras caminan por el bosque, Michonne ve a Carl en marcha y pronto ve un caminante solitario se acerca, el cual, como se pone más cerca, resulta ser Deanna. Spencer agarra un cuchillo y mientras lo subyuga Michonne de la parte posterior, Spencer apuñala a su zombificada madre en la parte posterior de su cabeza y la entierra con su pala.
Esa noche, Michonne se enfrenta a Carl acerca de por qué no remato a Deanna. Él le dice a sus caminantes solo deben ser asesinados por alguien que los había amado. Cuando él le dice que lo haría por ella, Michonne lo abraza y le dice "yo también". Rick y Daryl llegan con un Jesús inconsciente y todos ellos lo dejan atado en una habitación, con Daryl vigilando.
Rick y Michonne se sientan juntos en el sofá de su sala y comienzan a platicar, tanto después de un día difícil. Ellos hablan y se ríen y pronto se agarran de la mano y finalmente se besan y hacen el amor. A la mañana siguiente, Rick y Michonne se sitúan desnudos en la cama juntos. Se oye un grito, llamando a Rick. Michonne y Rick se despiertan y toman sus armas cuando la voz se revela resulta que era de Jesús, que está de pie en la puerta y le dice a Rick: "Tenemos que hablar".

## Producción
El actor Tom Payne, que interpreta al nuevo personaje Paul "Jesús" Rovia, hizo una audición, fue elegido y comenzó a filmar el papel todo en el lapso de Alrededor de una semana.
Andrew Lincoln dijo en una entrevista que expresó su deseo de que este episodio tenga un tipo similar a la película de género Western " Butch and The Sundance, donde estos tipos simplemente están pasando el "rato" durante una comida con Norman Reedus y Greg Nicotero, que le lanzaron a Scott M. Gimple que encontró un lugar para ello en los últimos ocho [episodios], y la escritora Angela Kang lo marcó con un sabor diferente para el espectáculo.

## Temas
Darryl Woodard de The Huffington Post escribió que la familia es uno de los temas más consistentes expresados en The Walking Dead y Brian Moylan de The Guardian lo cito como el tema más importante del episodio.
Richard Nguyen de The Harvard Crimson señala que Spencer cuando mato y enterró a su madre zombificada, Deanna, le otorga revitalización espiritual y cierre emocional después del pérdida de toda su familia. Michonne le dice que la familia en el nuevo mundo no se trata de sangre sino de vínculos de experiencia. Carl le dice a Michonne que Deanna necesitaba ser asesinada por alguien que la amaba. A través de esta metáfora dicen que se aman, Carl, Michonne y Rick se mueven hacia una nueva iteración de familia, y una que es más fuerte debido a su historia juntos.

## Recepción

### Recepción crítica
El episodio recibió críticas altamente positivas. Tiene una calificación positiva del 93% con un puntaje promedio de 7.98 de 10 en el agregador de la revisión Rotten Tomatoes. El consenso de los críticos dice: "La acción de estilo vintage y la chispa de un romance nuevo hacen de "The Next World" un gratificante sucesor del impactante estreno de mitad de temporada".
Lenika Cruz y David Sims de The Atlantic elogian el salto de tiempo tan necesario que refrescó la serie del brutal slog de episodios previos. Sims lo llama así: "Un episodio bastante ligero y divertido que terminó con una nota sorprendente, pero no sangrienta, por una vez". Cruz lo llamó uno de los mejores horarios del espectáculo. "Cada emparejamiento esta semana no solo tuvo sentido, sino que también hizo avanzar significativamente la historia o los personajes". Tim Surette de TV.com también elogió el episodio por su humor y lo citó como "el episodio más divertido de The walking Dead".

### Ratings
El episodio promedió una calificación de 6.6 en adultos de 18 a 49 años, con 13.483 millones de televidentes en general.

## Música
Este episodio ofreció las siguientes canciones :
- “More Than a Feeling” - Boston
- “Action Packed” - Ronnie Dawson
- “If My Heart Was A Car” - Old 97’s